# Willi Holdorf
Willi Holdorf (Blomesche Wildnis, 1940. február 17. – Achterwehr, 2020. július 5.) olimpiai bajnok német atléta, tízpróbázó.

## Pályafutása
1961-ben és 1963-ban nyugatnémet bajnok volt tízpróbában, 1962-ben 200 m gátfutásban. Az 1964-es tokiói olimpián aranyérmet szerzett tízpróbában.
Atlétaedzőként dolgozott, illetve az Fortuna Köln labdarúgócsapatánál tevékenykedett erőnléti edzőként.
1973-ban ezüstérmet szerzett kettes bobban Horst Floth-tal az Európa-bajnokságon.
Fia Dirk Holdorf (1966) profi labdarúgó volt. 1988 és 1990 között az Eintracht Braunschweig csapatában szerepelt.

## Sikerei, díjai
- Olimpiai játékok – tízpróba
  - aranyérmes: 1964, Tokió
- Európa-bajnokság – bob
  - ezüstérmes: 1973